# Patrick of Salisbury, 1. Earl of Salisbury
Patrick FitzWalter, 1. Earl of Salisbury (auch Earl of Wiltshire) († 1168 bei Poitiers) war ein anglonormannischer Adliger.

## Herkunft und Erbe
Patrick entstammte dem ersten Haus Salisbury. Er war ein jüngerer Sohn von Walter FitzEdward und von dessen Frau Sibyll de Chaources. Sein Vater war vielleicht während der Herrschaft von König Stephan von Blois zum erblichen Sheriff von Wiltshire ernannt worden. Nach dem Tod seines Vaters 1147 erbte die Honour of Chitterne in Wiltshire. Als sein älterer Bruder William Mitte der 1140er Jahre starb, wurde Patrick der Erbe seiner Eltern. 1166 zählte er mehr als 40 Knight’s fees zum Erbe seines Vaters sowie 16 zum Erbe seiner Mutter.

## Rolle während der Anarchie
Als Nachfolger seines Bruders wurde Stephan Mitte der 1140er Jahre Constable von Salisbury. Sein Bruder war in dem Thronfolgestreit zwischen König Stephan und der Kaiserin Matilda, der sogenannten Anarchie, ein Unterstützer von Matilda gewesen. Patrick dagegen war zunächst wenigstens offiziell loyal gegenüber König Stephan. Er wurde jedoch in eine Fehde mit John Marshal, dem Kastellan von Marlborough Castle verwickelt. In der Fehde behielt Patrick jedoch die Oberhand. In der Folge heiratete Marshal Sibyl, eine Schwester von Patrick. Um diese Zeit wechselte auch Patrick auf die Seite von Matilda, die ihn vor 1147 zum Earl of Wiltshire ernannte. Vorgeblich im Kampf gegen König Stephan besetzte er zeitweise Downton Castle, eine Burg von Heinrich von Blois, Bischof von Winchester, wofür er exkommuniziert wurde. Auf der Seite Matildas diente er Sheriff von Wiltshire und erhob dabei königliche Steuern und Abgaben, damit ist er der einzige Baron, der nachweislich diese Aufgabe übernehmen durfte. Wie mehrere andere Barone ließ er während der Anarchie eigenen Münzen prägen.

## Earl of Salisbury nach der Anarchie
Als Earl of Salisbury bezeugte Patrick 1153 den Vertrag von Wallingford, der den Bürgerkrieg zwischen Henry of Anjou, dem Sohn Matildas, und König Stephan beendete. Als Henry of Anjou 1154 als Heinrich II. König wurde, bestätigte er Patrick als Earl, dazu diente dieser bis 1160 als Sheriff von Wiltshire. Wenige Jahre später führte er ein königliches Heer in Aquitanien, wo es zu einer Revolte der Familie Lusignan gekommen war. In seinem Gefolge befand sich sein Neffe William Marshal (Guillaume le Maréchal) in seinen Dienst, der später zu einem der berühmtesten Ritter des Mittelalters avancierte. Patrick geriet in einen Hinterhalt, wo er von einem Speer tödlich verwundet wurde. Der genaue Hergang des Feldzugs ist ungeklärt, der Bericht in der Chronik von Roger von Hoveden, nach dem Patrick während der Rückreise von einer Pilgerfahrt nach Santiago de Compostela getötet wurde, gilt jedoch als widerlegt. Vermutlich sollte diese Behauptung wohl die Ruchlosigkeit der Lusignans betonen, die Patrick als Pilger überfallen und getötet hätten. Nach anderen Angaben soll die königliche Armee die Lusignans überfallen haben, als diese bereits zu Friedensverhandlungen bereit waren. Patrick of Salisbury wurde in der Abtei Saint-Hilaire von Poitiers bestattet.

## Familie und Nachkommen
Patrick of Salisbury war zwei Mal verheiratet. Aus seiner ersten Ehe mit einer Dame Matilda hatte er keine Kinder. Nach 1148 hatte er Ela († 1174), die Witwe von William de Warenne, 3. Earl of Surrey und Tochter von Graf Wilhelm I. Talvas von Ponthieu geheiratet. Mit ihr hatte er vier Söhne, von denen Patrick, Philipp und Walter allerdings jung starben. Sein Erbe wurde sein Sohn William FitzPatrick († 1196).